# Tropska mačka
Tropska mačka (lat. Felis chaus) je sisavac iz reda zvijeri i porodice Felidae.

## Rasprostranjenost
Areal tropske mačke obuhvaća veći broj država, uglavnom u južnoj Aziji, kao što su: Indija, Egipat, Izrael, Kina, Turska, Pakistan, Iran, Irak, Kambodža, Jordan, Libanon, Šri Lanka, Sirija, Rusija, Kazahstan, Afganistan, Tajland, Mijanmar, Laos, Vijetnam, Armenija, Azerbajdžan, Gruzija, Bangladeš, Butan, Kirgistan, Nepal, Tadžikistan, Turkmenistan i Uzbekistan.

## Stanište
Staništa vrste su: šume, planine, močvarna područja, savane, travna vegetacija, džungla, ekosustavi niskih trava, brdoviti predjeli, riječni ekosustavi i pustinje.

## Način života
Hrani se uglavnom malim glodavcima, mase manje od 1 kg. Uz to hrani se i: pticama, gušterima, žabama, zmijama, ribom i drugim životinjama.

## Ugroženost
Ova vrsta nije ugrožena, jer ima široku rasprostranjenost.

## Vanjske poveznice
Ostali projekti
|  | Zajednički poslužitelj ima još gradiva o temi Tropska mačka |
|  | Wikivrste imaju podatke o taksonu Tropska mačka             |